# Alina Sanko
Alina Sanko (Azov, Óblast de Rostov, Rusia, 31 de diciembre de 1998) es una modelo y reina de belleza rusa. Fue coronada como Miss Rusia 2019. Ella representó a Rusia en Miss Mundo 2019 ubicándose en el Top 12 y en Miss Universo 2020 quedándose sin colocación.

## Temprana edad y educación
Sanko nació el 31 de diciembre de 1998 en Azov. Ella reside en Moscú y asiste a la Universidad Estatal de Moscú donde es estudiante de la Facultad de Ciencias del Suelo.

## Pompa
En el 2019, Sanko fue seleccionada para representar a Azov en Miss Rusia 2019. Pasando a ser la ganadora y las que le siguieron fueron Arina Verina de Ekaterimburgo y Ralina Arabova de Tatarstán. Como parte de su premio ganador, Sanko fue galardonada con un coche nuevo y ₽ 3 millones. Como Miss Rusia, Sanko tuvo la oportunidad de representar a Rusia en Miss Universo 2019 a este mismo no asistió debido a un calendario muy ajustado, y a Miss Mundo 2019 ubicándose en el top 12 donde la ganadora del certamen fue Toni-Ann Singh de Jamaica.